# 皇恩桥玄天观

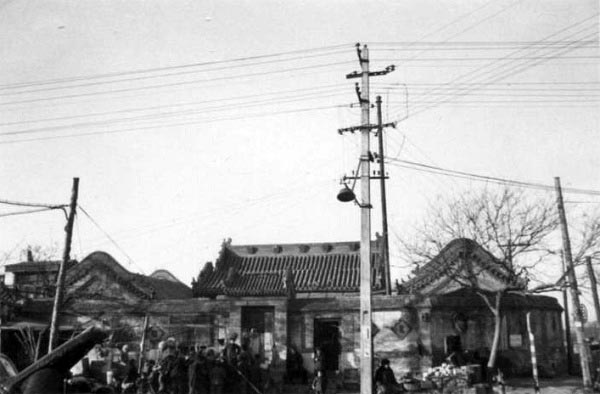
1956年时的皇恩桥玄天观

皇恩桥玄天观是北京市东城区东华门大街北侧的一座道观。

## 历史
玄天观原址在皇恩桥桥头，后被火焚毁。中华民国时期改建于东华门大街北侧现址，即东华门大街与北河沿大街路口的西北角。

## 建筑
该观规模较小，由一间山门，三间正殿及两侧配殿组成。正殿前出抱厦，殿内原祀泥塑彩绘真武大帝及二侍者、二站童，均为中华民国时期塑造。院内有《光绪重修碑记》一通、民国十二年（1923年）《改建碑记》一通。
现该观格局仍基本完整，但已成为民居。